# 秦雅夫
秦 雅夫（しん まさお、1957年5月22日 - ）は、日本の実業家。阪神電気鉄道会長。阪急阪神ホールディングス代表取締役副社長、阪急電鉄・阪急阪神不動産・神姫バス取締役。大分県出身。

## 来歴・人物
1976年に大分県立別府鶴見丘高等学校を卒業。
1981年に京都大学法学部を卒業し、同年に阪神電気鉄道に入社した。
人事部長、取締役、常務、専務を経て、2017年4月から社長に就任。2023年4月1日付で会長に就任。2022年6月の阪急阪神ホールディングスの株主総会の終結をもって、阪急阪神ホールディングスの代表取締役を退任する予定である。
2022年12月21日付でプロ野球球団阪神タイガース代表取締役会長並びにオーナー代行に就任。2023年6月22日付でMBSメディアホールディングス取締役就任。